# Jean-Philippe Gentilleau
Jean-Philippe Gentilleau (12 september 1965) is een schaker uit Monaco. Sinds 2010 is hij een FIDE Meester (FM). Op de Schaakolympiade van 2002 won hij een individuele gouden medaille. 

## Individuele resultaten
In 2004 won Jean-Philippe Gentilleau het schaakkampioenschap van Monaco.
In 2015 nam hij deel aan het Open kampioenschap van Macedonië, met 50 deelnemers, en eindigde als 9e.

## Resultaten met teams
Jean-Philippe Gentilleau speelde met het team van Monaco in de volgende  Schaakolympiades:
- in 1996, aan bord 2 bij de 32e Schaakolympiade in Jerevan (+6 =4 –3)
- in 2000, aan bord 2 bij de 34e Schaakolympiade in Istanboel (+2 =4 –4)
- in 2002, aan bord 2 bij de 35e Schaakolympiade in Bled (+6 =2 –1), waarbij hij een individuele gouden medaille won
- in 2004, aan bord 3 bij de 36e Schaakolympiade in Calvià (+4 =8 –1)
- in 2006, aan bord 3 bij de 37e Schaakolympiade in Turijn (+2 =5 –2)
- in 2008, aan bord 4 bij de 38e Schaakolympiade in Dresden (+0 =1 –6)
- in 2010, aan bord 4 bij de 39e Schaakolympiade in Chanty-Mansiejsk (+5 =2 –2)
- in 2012, aan bord 3 bij de 40e Schaakolympiade in Istanboel (+2 =3 –3)

Jean-Philippe Gentilleau nam met Monaco deel aan het "Small Nations" toernooi voor schaakteams:
- in 2009, aan bord 2 in het eerste "Small Nations" toernooi voor schaakteams, gehouden in Andorra la Vella (+2 =4 –1)

## Externe koppelingen
- (en)   Informatie over schaakpartijen van Jean-Philippe Gentilleau op ChessGames.com
- (en)   Informatie over schaakpartijen van Jean-Philippe Gentilleau op 365chess.com
- (en)  FIDE-ratinggegevens voor Jean-Philippe Gentilleau